# Никифоров, Юрий Алексеевич
Юрий Алексеевич Никифоров (18 октября 1947, Таллин — июль 2016, Санкт-Петербург) — российский художник.

## Биография
Юрий Никифоров родился в 1947 году в Ленинграде.
Является одним из создателей радикального творческого объединения ТОХИН (творческое объединение художников Ивангорода и Нарвы) на базе выставочно-музейного комплекса «Нарвский замок». Сотрудничал с ленинградским Товариществом Экспериментального Изобразительного Искусства. 20 марта 1999 года основал на территории арт-центра «Пушкинская 10» экспериментальную выставочную площадку «АРТ-ПОЛИГОН». В 2004 году создал в соавторстве с В. Козиным и И. Межерицким действующую вплоть до сегодняшнего дня галерею «ПАРАЗИТ». В 2004 году создал арт-школу при Санкт-Петербургском государственном университете.
Жил и работал в Санкт-Петербурге. Умер в июле 2016 года.

## Работы находятся в собраниях
- Государственный Русский музей, Санкт-Петербург.
- Музей современного искусства «Эрарта», Санкт-Петербург.
- Центральный музей связи имени А. С. Попова, Санкт-Петербург.
- Музей нонконформистского искусства.

## Персональные выставки
- 2016 — «Прошитый горизонт». Музей нонконформистского искусства, Санкт-Петербург.
- 2013 — «Заплыв по сухой поверхности». ПЕРММ, Пермь.
- 2011 — «Отдых на траве — живопись для дома». БОРЕЙ АРТ ЦЕНТР, Санкт-Петербург.
- 1996 — Персональная выставка в CEK galerie, Карлсруэ, Германия.

## Цитаты
- «История Юрия Никифорова, абсолютно европейского художника, прожившего целую творческую жизнь, но не получившего должного внимания — это история не 21, а 19 века. История о непризнанном гении. Сегодня куратор и галерист уже не рассчитывает на подобные открытия, тем более в Санкт-Петербурге, где так или иначе идет активная художественная жизнь. Именно поэтому музею ПЕРММ важно и радостно провести первую большую выставку такого значительного автора. Это характеризует наши институции не лучшим образом. С другой стороны, это призыв более пристально оглядываться вокруг себя и напоминание об ответственности искусствоведам. В отличие от прошлых времен, когда непризнанный художник имел шанс на то, что его работы увидят и оценят следующие поколения, сегодня, в век утилизации, такого шанса нет. Художник должен быть признан при жизни»[2] — Марат Гельман, 2013.
- «Юрий Никифоров — фигура для российского искусства уникальная. Его называют „последним настоящим оплотом модернизма“ или „абстрактным экспрессионистом, положившимся на спонтанность“. Ни одно определение, как всегда бывает в случае с незаурядными людьми, не является исчерпывающим. Работая с весьма специфическими материалами (горелые доски, старые матрасы, проволока, окурки, побелка, грязь…), Никифоров как будто бы заново изобрёл „бедное искусство“ — явление, с которым с первых дней существования неразрывно связан музей PERMM» — Анна Матвеева, 2013.